# António Félix da Costa
António Félix da Costa, né le 31 août 1991 à Cascais, est un pilote automobile portugais. Pilote titulaire en Formule E, il est sacré champion lors de la saison 2019-2020.

## Biographie

### Débuts en monoplace en Formule Renault 2.0 (2008-2009)
Après avoir décroché quelques titres en karting, António Félix da Costa commence sa carrière en monoplace en 2008. Il s'engage en Formula Renault 2.0 NEC avec Motopark Academy et commence par un podium dès la première course à Hockenheim. Au total, il monte dix fois sur le podium et gagne une course, sur la Motorsport Arena Oschersleben. Il termine vice-champion derrière Valtteri Bottas. Il prend aussi part à l'Eurocup Formula Renault 2.0, et c'est à domicile, sur le circuit d'Estoril, qu'il obtient ses meilleurs résultats avec une 5e et une 4e place. Il dispute six courses et termine 13e. En novembre, il effectue quatre courses en Formula Renault 2.0 UK Winter mais n'est pas classé car inéligible pour les points, malgré une 2e position au Rockingham Motor Speedway.
En 2009, il continue avec Motopark Academy et s'engage à la fois en Eurocup Formula Renault 2.0 et en Formula Renault 2.0 NEC. Dans la première discipline, il monte sur le podium à neuf reprises en quatorze courses et en remporte trois. Son équipier Kevin Magnussen et lui sont disqualifiés au Nürburgring, ce qui l'empêche certainement d'être champion. Il termine en effet 3e du championnat, à 10 points du champion Albert Costa. Da Costa est toutefois titré en Formule Renault 2.0 NEC où il s'impose neuf fois. Il compte 83 points d'avance sur son dauphin Magnussen.

### La Formule 3 (2010)

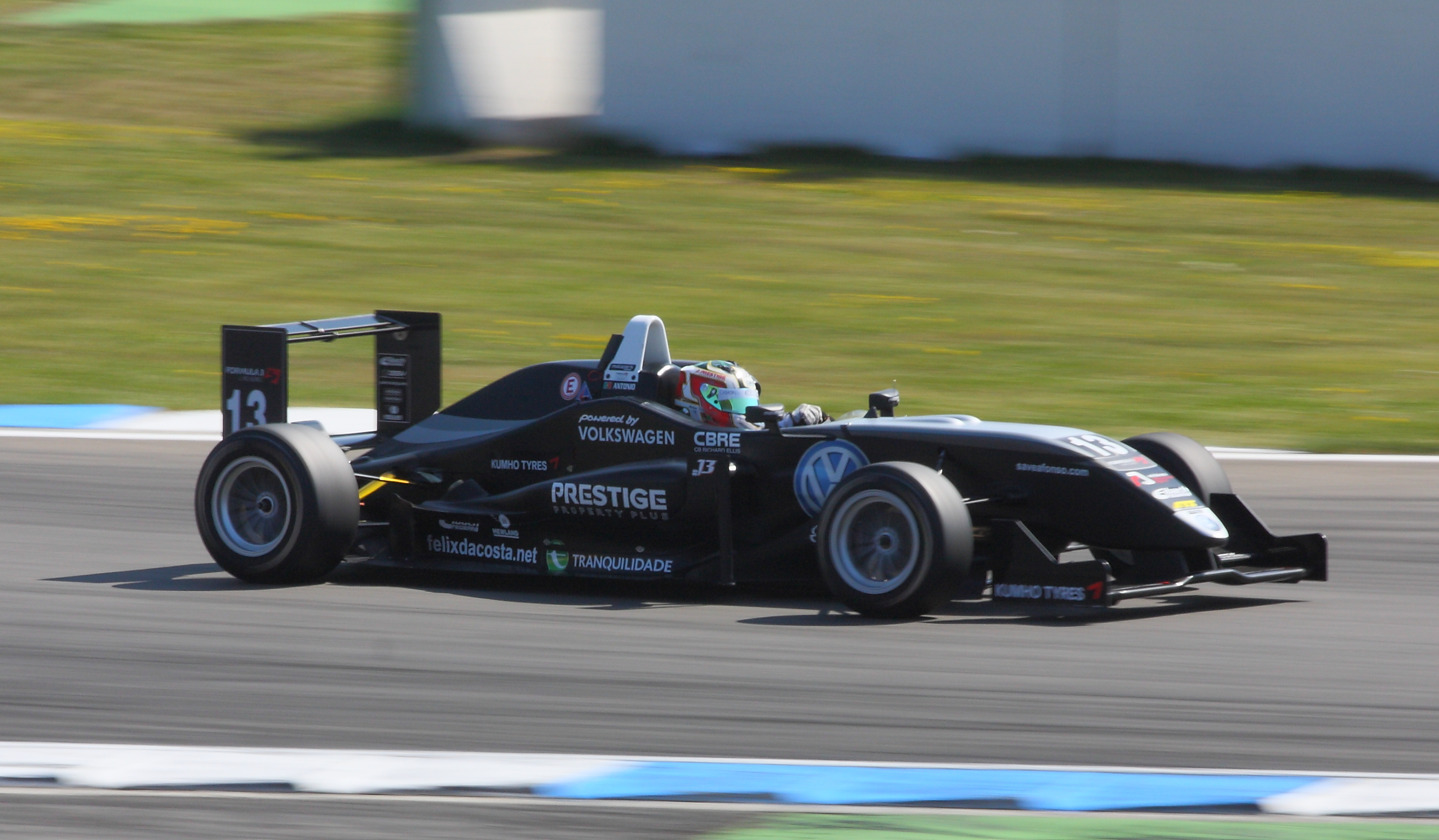
António Félix da Costa en 2010.

Ces résultats lui valent de passer en Formule 3 Euro Series en 2010. Il obtient trois victoires au Nürburgring, à Zandvoort et à Brands Hatch et termine 7e du championnat avec 40 points. Il est également présent à Zandvoort en juin pour les Masters de Formule 3 qui se déroulent sur le circuit néerlandais, il finit 18e. Il participe aussi à quatre courses de GP3 Series et marque trois points. Il participe pour la première fois au prestigieux Grand Prix de Macao et termine 6e. 
En fin d'année, sur le circuit Yas Marina, il monte pour la première fois dans une Formule 1 en prenant part aux tests réservés aux jeunes pilotes pour le compte de l'écurie Force India. Il obtient le 3e temps de la journée en ayant parcouru 77 tours.

### Double programme en GP3 et en Formule Renault 3.5 et entrée dans le Red Bull Junior Team (2011-2013)
Le portugais s'engage en 2011 dans le championnat de GP3 Series, avec l'écurie Status Grand Prix. Il marque deux fois des points lors des deux premières courses à Istanbul puis connaît un long passage à vide qui le prive des points onze fois en douze courses. Il remporte la dernière course de la saison à Monza et termine 13e du championnat avec 16 points. En juillet, il prend également part à deux manches du championnat de Grande-Bretagne de Formule 3, et obtient trois podiums en six courses, dont deux au Castellet. En novembre il rejoint Ocean Racing Technology pour participer au GP2 Final, une manche courue sur le circuit Yas Marina qui ne compte pas pour le championnat de GP2 Series 2011. Il termine 7e de la course. Une semaine plus tard, il retourne disputer le Grand Prix de Macao mais abandonne alors qu'il partait 3e. 
Il intègre en 2012 le Red Bull Junior Team et devient le troisième pilote de l'écurie autrichienne. Il change d'écurie en GP3 et passe chez Carlin Motorsport, avec qui il obtient la pole position dès la première course de la saison à Barcelone. Il termine 14e en course. Il remporte sa première course à Silverstone puis fait rare, remporte les deux courses d'une même manche, sur le Hungaroring. Il échoue à la 3e place au classement, devancé de peu par Daniel Abt et Mitch Evans. En parallèle, il remplace Lewis Williamson chez Arden Caterham en Formule Renault 3.5, et participe à douze courses. Il réalise une très belle fin de saison puisqu'il est quatre fois vainqueur et une fois second lors des cinq dernières courses, ce qui lui permet de terminer 4e. De nouveau, il se rend à Macao en fin d'année, et y triomphe pour sa troisième participation.

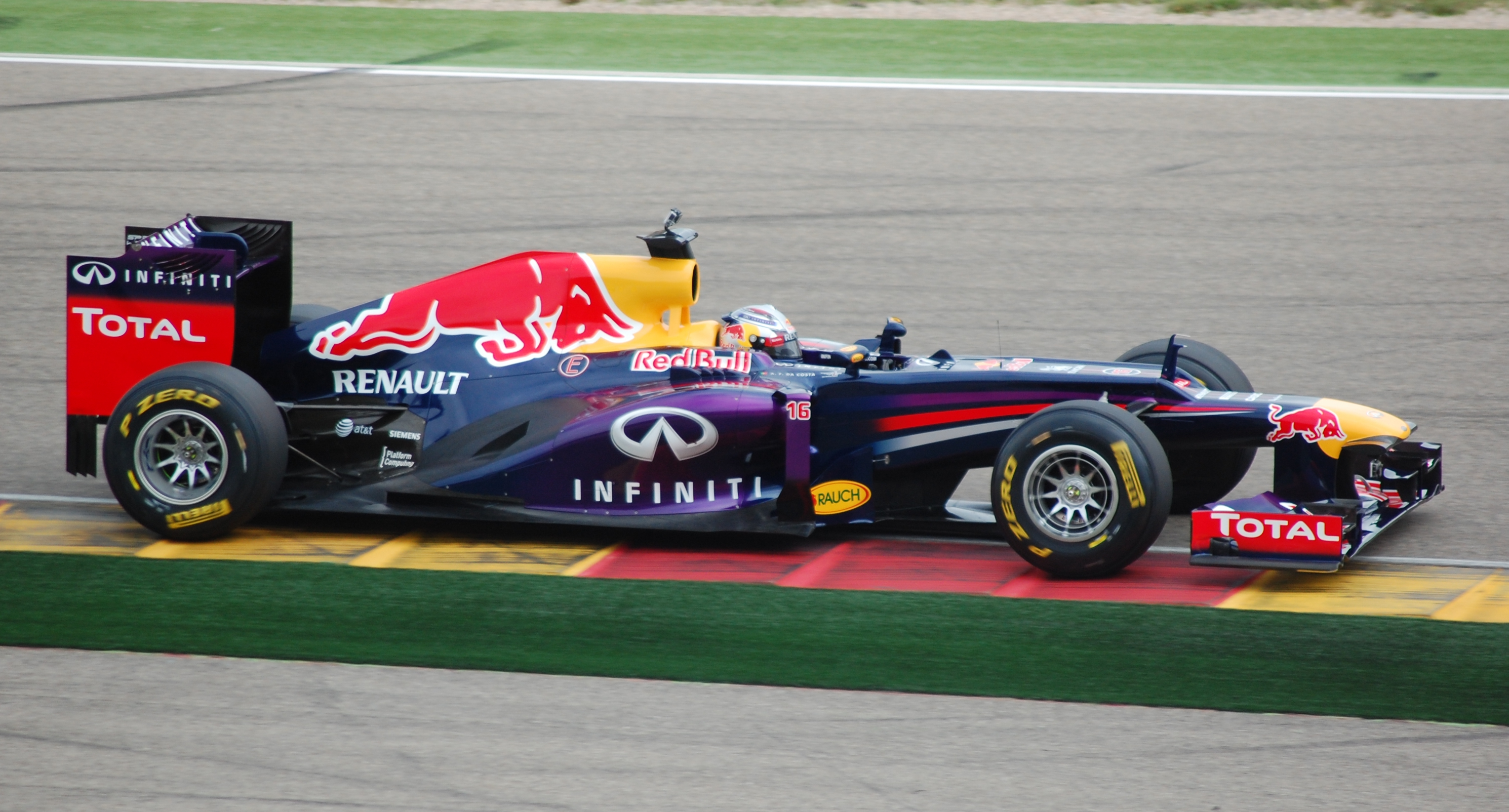
António Félix da Costa au volant de la Red Bull RB8 lors de tests en 2013.

En 2013, il continue avec Arden Caterham en Formule Renault 3.5 et dispute cette fois-ci la saison complète. Il s'affirme comme un candidat au sacre et remporte rapidement sa première course à Monza. À la suite du baquet laissé libre chez Toro Rosso par le départ de Daniel Ricciardo en direction de Red Bull, Da Costa est un temps favori pour remplacer l'australien. Mais un milieu de saison peu convaincant en Formule Renault 3.5 le prive du volant et Daniil Kvyat signe chez Toro Rosso. Lui-même déclare qu'il "n'en a pas fait assez" et estimait plus tôt ne pas mériter sa promotion. Il termine tout de même l'année par des victoires en Hongrie et en France et finit 3e du championnat.

### Le DTM (2014-2016)

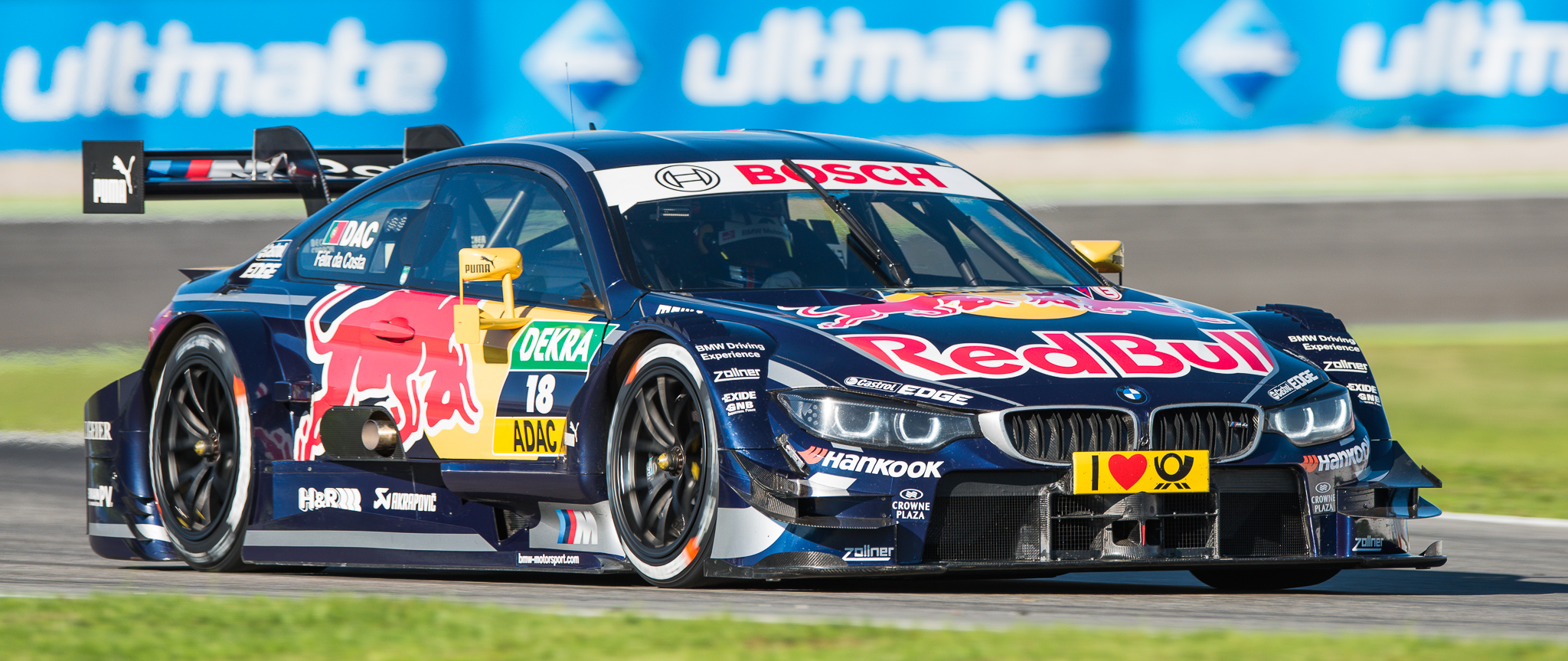
António Félix da Costa en 2014 à Hockenheim.

En 2014, il se dirige vers le DTM avec BMW Motorsport, tout en gardant le soutien de Red Bull. En dix courses, il ne rentre que deux fois dans les points, à Budapest et à Hockenheim. Il termine 21e avec 6 points. En 2015, après six résultats vierges, il obtient son premier podium à Zandvoort avec le meilleur tour, puis sa première victoire le lendemain en s'étant élancé depuis la pole position. Il monte une nouvelle fois sur le podium à Oschersleben et finit 11e au classement, avec 79 points. En 2016, il réalise une saison moyenne mais performe lors des dernières courses. Son meilleur résultat, une 3e place, est ainsi obtenue en Hongrie, tandis qu'il termine 4e à Hockenheim malgré sa pole. Il part de nouveau en pole lors de la course 2 mais abandonne, et il achève sa saison à la 17e place finale.
Il quitte la discipline à la fin de l'année pour se concentrer sur son programme en Formule E.

### 2014-2016: Premières saisons chez Amlin Aguri

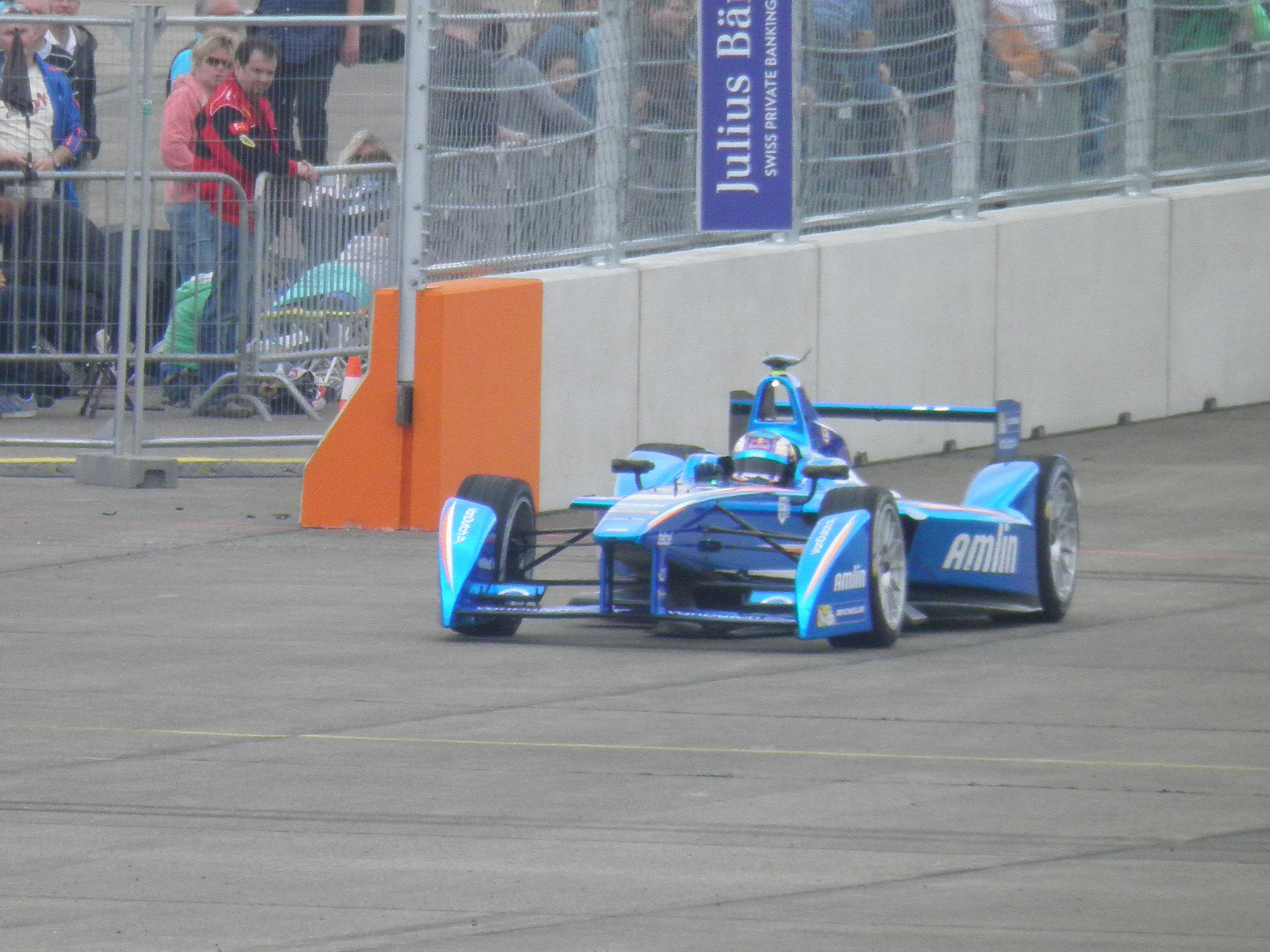
António Félix da Costa au ePrix de Berlin en 2015.

En parallèle au DTM, on le retrouve en 2014 au sein l'écurie d'Aguri Suzuki, ancien pilote de Formule 1 et ancien patron de Super Aguri, Amlin Aguri. Il prend part au tout nouveau championnat de Formule E, où les pilotes conduisent des monoplaces 100% électriques. Il est absent de la première manche à Pékin car il a une course de DTM le même week-end et commence sa saison en Malaisie, où il termine 8e. Il remporte son premier ePrix à Buenos Aires puis inscrit des points quatre autres fois en cinq courses. Il est de nouveau absent lors des deux dernières courses de la saison à Londres et termine la saison au 8e rang, avec 51 points.
Il continue avec Aguri la saison suivante mais son début de saison est très compliqué et il abandonne quatre fois lors des six premières courses, en ayant notamment un accrochage avec Jacques Villeneuve à Pékin. Il doit de nouveau manquer un ePrix, celui de Berlin, à cause de son engagement en DTM, puis égale son meilleur résultat de la saison (6e) à Londres. Il termine 13e avec 28 points.

### 2017-2019: Titulaire chez Andretti et saisons mitigées
En 2016, il quitte le Team Aguri et rejoint MS Amlin Andretti, où il rejoint son ancien rival à l'époque de la Formule Renault 3.5, Robin Frijns. Il inscrit ses seuls points de la saison lors de la manche d'ouverture à Hong Kong, en finissant 5e. Il termine 20e du championnat alors que Frijns termine 13e.
António Félix da Costa continue avec Andretti en 2017-2018 et commence sa saison par une 6e place à Hong Kong, son meilleur résultat de l'année. Il se classe 15e du championnat avec 20 points, tandis qu'Andretti termine à la dernière position du classement des écuries.
L'arrivée de BMW et les débuts de la Spark SRT 05E vont profiter à Andretti en 2018-2019. Da Costa signe en effet sa première pole position en Formule E dès la manche d'ouverture en Arabie Saoudite, puis remporte son deuxième ePrix le même jour, quatre ans après sa première victoire dans la discipline. Lors de la course suivante à Marrakech, il abandonne après un accrochage avec son équipier Alexander Sims. Il retrouve le podium à Mexico en terminant 2e, puis 3e à Sanya. En lutte pour le titre toute la première moitié de saison, ses résultats sont ensuite moins réguliers et da Costa termine 6e du championnat. Avec quatre podiums, il conclut toutefois sa meilleure saison en Formule E.

### Depuis 2020: Nouvelle aventure chez DS Techeetah et Champion du monde en 2020
António Félix da Costa rejoint l'écurie championne en titre DS Techeetah pour la saison 2019-2020. Il monte sur la deuxième marche du podium deux fois consécutivement, à Santiago puis à Mexico. Il connaît ensuite une série de trois pole positions et trois victoires d'affilée, entre le ePrix de Marrakech et le deuxième à ePrix de Berlin. Après un nouveau podium obtenu lors de la quatrième course de Berlin, il est sacré champion de Formule E, à l'issue d'un championnat marqué par une longue interruption due à la pandémie de Covid-19. Il termine la saison avec 158 points, tandis que son dauphin Stoffel Vandoorne n'en marque que 87. Il devient le cinquième champion dans l'histoire de la Formule E.
En 2020-2021, Antonio Félix da Costa resigne pour sa 2e saison aux côtés de Jean-Eric Vergne chez DS Techeetah. Il termine la saison à la 8e place du championnat avec 86 points, 3 podiums, 2 poles positions et surtout une victoire à Monaco.
En 2022, il reste aux côtés de Jean-Eric Vergne et dispute sa 8e saison en Formule E et sa 3e saison chez DS Techeetah. 

### Un pilote polyvalent (depuis 2016)
En novembre 2016, à 25 ans, il reprend le volant d'une Formule 3 et remporte pour la deuxième fois le Grand Prix de Macao avec Carlin Motorsport.
Il fait quelques apparitions en Stock Car au Brésil, ainsi qu'en Blancpain Sprint Series et en International GT Open en 2017.

### L'endurance (depuis 2018)
En 2018, António Félix da Costa participe aux 24 Heures de Daytona avec Jackie Chan DC Racing. Associé à Ferdinand Habsbourg et Ho-Pin Tung, il se classe 5e de la course. Il prend également part au championnat du monde d'endurance, au volant de la BMW M8 GTE du Team MTEK, en LM GTE Pro. Avec ses équipiers Tom Blomqvist et Augusto Farfus, il se classe 5e de sa catégorie lors des 6 Heures de Spa. Il abandonne après 223 tours lors de sa première participation aux 24 Heures du Mans. Il se classe ensuite 2e des 6 Heures de Fuji, puis 31e au général au Mans.
Pour la saison 2019-2020, il signe chez Jota Sport et LMP2, et remporte les 4 Heures de Shanghai avec Anthony Davidson et Roberto González. Le trio obtient trois autres podiums dans la catégorie, notamment la 2e place aux 24 Heures du Mans.

## Résultats en compétition automobile

### Résultats en monoplace
| Saison | Championnat                                 | Écurie            | Courses | Victoires | Pole positions | Meilleurs tours | Podiums | Points | Classement |
| ------ | ------------------------------------------- | ----------------- | ------- | --------- | -------------- | --------------- | ------- | ------ | ---------- |
| 2008   | Eurocup Formula Renault 2.0                 | Motopark Academy  | 6       | 0         | 0              | 0               | 0       | 18     | 13e        |
| 2008   | Formula Renault 2.0 NEC                     | Motopark Academy  | 16      | 1         | 1              | 1               | 10      | 280    | 2e         |
| 2009   | Eurocup Formula Renault 2.0                 | Motopark Academy  | 14      | 3         | 2              | 3               | 9       | 128    | 3e         |
| 2009   | Formula Renault 2.0 NEC                     | Motopark Academy  | 14      | 9         | 4              | 7               | 11      | 361    | Champion   |
| 2010   | Formule 3 Euro Series                       | Motopark Academy  | 18      | 3         | 0              | 1               | 4       | 40     | 7e         |
| 2011   | GP3 Series                                  | Status Grand Prix | 16      | 1         | 0              | 0               | 1       | 16     | 13e        |
| 2011   | Championnat de Grande-Bretagne de Formule 3 | Hitech Racing     | 6       | 0         | 0              | 1               | 3       | 51     | 13e        |
| 2012   | Formule Renault 3.5 Series                  | Arden Caterham    | 12      | 4         | 0              | 2               | 6       | 166    | 4e         |
| 2012   | GP3 Series                                  | Carlin Motorsport | 16      | 3         | 1              | 6               | 6       | 132    | 3e         |
| 2013   | Formule Renault 3.5 Series                  | Arden Caterham    | 17      | 3         | 1              | 2               | 6       | 172    | 3e         |

### Résultats en DTM
| Saison | Écurie         | Châssis | Moteur | Pneus   | Courses disputées | Victoires | Podiums | Pole positions | Meilleurs tours | Dans les points | Abandons | Points inscrits | Classement |
| ------ | -------------- | ------- | ------ | ------- | ----------------- | --------- | ------- | -------------- | --------------- | --------------- | -------- | --------------- | ---------- |
| 2014   | Team MTEK      | BMW     | BMW V8 | Hankook | 10                | 0         | 0       | 0              | 0               | 2               | 2        | 6               | 21e        |
| 2015   | Team Schnitzer | BMW     | BMW V8 | Hankook | 18                | 1         | 3       | 0              | 1               | 7               | 0        | 79              | 11e        |
| 2016   | Team Schnitzer | BMW     | BMW V8 | Dunlop  | 18                | 0         | 1       | 2              | 1               | 5               | 2        | 43              | 17e        |

### Résultats en Championnat de Formule E
| Saison    | Écurie                     | Châssis               | Moteur           | Pneus    | Courses disputées | Victoires | Podiums | Pole positions | Meilleurs tours | Dans les points | Abandons | Points inscrits | Classement |
| --------- | -------------------------- | --------------------- | ---------------- | -------- | ----------------- | --------- | ------- | -------------- | --------------- | --------------- | -------- | --------------- | ---------- |
| 2014-2015 | Amlin Aguri                | Spark-Renault SRT 01E | SRT01-e          | Michelin | 8                 | 1         | 1       | 0              | 0               | 6               | 1        | 51              | 8e         |
| 2015-2016 | Amlin Aguri                | Spark-Renault SRT 01E | SRT01-e          | Michelin | 9                 | 0         | 0       | 0              | 0               | 4               | 4        | 28              | 13e        |
| 2016-2017 | MS Amlin Andretti          | Spark-Renault SRT 01E | Andretti ATEC-02 | Michelin | 12                | 0         | 0       | 0              | 0               | 1               | 3        | 10              | 20e        |
| 2017-2018 | MS&AD Andretti Formula E   | Spark-Renault SRT 01E | Andretti ATEC-03 | Michelin | 12                | 0         | 0       | 0              | 0               | 4               | 1        | 20              | 15e        |
| 2018-2019 | BMW i Andretti Motorsports | Spark SRT 05E         | BMW iFE.18       | Michelin | 13                | 1         | 4       | 1              | 1               | 9               | 2        | 99              | 6e         |
| 2019-2020 | DS Techeetah               | Spark SRT 05E         | DS E-TENSE FE20  | Michelin | 11                | 3         | 6       | 3              | 2               | 9               | 1        | 158             | Champion   |
| 2020-2021 | DS Techeetah               | Spark SRT 05E         | DS E-TENSE FE21  | Michelin | 15                | 1         | 3       | 2              | 0               | 7               | 4        | 86              | 8e         |
| 2021-2022 | DS Techeetah               | Spark SRT 05E         | DS E-TENSE FE21  | Michelin | 16                | 1         | 2       | 2              | 0               | 12              | 2        | 122             | 8e         |
| 2022-2023 | Porsche Formula E Team     | ?                     | ?                | Hankook  | 18 prévus         | 0         | 0       | 0              | 0               | 0               | 0        | 0               | -e         |

### Résultats aux 24 Heures du Mans
| Année | Équipe          | no | Châssis     | Moteur                | Pneus    | Catégorie | Équipiers                         | Tours | Résultat      |
| ----- | --------------- | -- | ----------- | --------------------- | -------- | --------- | --------------------------------- | ----- | ------------- |
| 2018  | BMW Team MTEK   | 82 | BMW M8 GTE  | BMW S63 4,0 l V6      | Michelin | LMGTE Pro | Augusto Farfus Alexander Sims     | 223   | Abandon       |
| 2019  | BMW Team MTEK   | 82 | BMW M8 GTE  | BMW S63 4,0 l V6      | Michelin | LMGTE Pro | Augusto Farfus Jesse Krohn        | 335   | 31e           |
| 2020  | Jota Sport      | 38 | Oreca 07    | Gibson GK428 4,2 l V8 | Goodyear | LMP2      | Anthony Davidson Roberto González | 370   | 6e            |
| 2021  | Jota Sport      |    | Oreca 07    | Gibson GK428 4,2 l V8 |          | LMP2      | Roberto González                  | 358   | 13            |
| 2022  | Jota Sport      |    | Oreca 07    | Gibson GK428 4,2 l V8 |          | LMP2      | Roberto González                  | 369   | 5e (1er LMP2) |
| 2023  | Hertz team Jota |    | Porsche 963 |                       |          | Hypercar  |                                   | 244   | 40            |

## Décoration
- Commandant de l'Ordre du Mérite du Portugal.